# Soera De op de Proef Gestelden
Soera De op de Proef Gestelden is een soera van de Koran.
De soera is vernoemd naar de vrouwen die op de proef worden gesteld in de tiende aya. Het betreft de vraag of zij werkelijk gelovig zijn. Ook wordt er ingegaan op de relatie tussen gelovigen en ongelovigen en de verzachting van het verbod daarop.

## Bijzonderheden
Deze soera hangt samen met het Verdrag van Hoedaibiya.